# Luiz Henrique de Menezes
Luiz Henrique Ferreira de Menezes, mais conhecido como Luiz Henrique de Menezes ou apenas Luiz Henrique (Rio de Janeiro, 5 de setembro de 1943) é um ex-treinador e ex-futebolista brasileiro, que atuava como meia ou volante.

## Carreira

### Como jogador

#### Fluminense
Luiz Henrique atuou, durante toda sua carreira, no Fluminense, entre os anos de 1963 e 1966. Com o Tricolor, venceu o Campeonato Carioca de 1964.

#### Seleção brasileira
Luiz Henrique também atuou pela Seleção Brasileira Olímpica. Em 1963, Luiz Henrique participou dos Jogos Pan-Americanos, em que o Brasil ganhou a medalha de ouro. Entretanto, nesse torneio que foi realizado em São Paulo, Luiz Henrique atuou apenas na vitória contra o Chile, por 3–0.[carece de fontes?]

### Como treinador
Depois de se aposentar, Luiz Henrique deu início a carreira como treinador. Começou a partir do Fluminense ainda nas categorias de base, e chegou ainda a atuar como treinador da equipe principal em 1981 (interinamente) e 1984.

### Como gerente de futebol
Em 1997, esteve ao lado de Joel Santana no Botafogo, onde conquistou o Campeonato Carioca daquele ano.
Mais tarde, entre 1998 e 1999 e em 2001, atuou como gerente de futebol de Corinthians.
Depois, trabalhou na Seleção Brasileira, Atlético Mineiro e em países árabes.
No Santos, trabalhou entre 2006 e 2007, ao lado do então treinador Vanderlei Luxemburgo.

## Títulos

### Como jogador
Seleção Brasileira Olímpica
- * Campeão Pan-Americano: 1963

Fluminense
- Campeonato Carioca: 1964

### Como gerente de futebol
Botafogo
- Campeonato Carioca: 1997